# Un gato en el palomar
Un gato en el palomar (título original en inglés: Cat among the pigeons) es una novela de ficción detectivesca escrita por Agatha Christie y publicada en Reino Unido en 1959, y al año siguiente en Estados Unidos. Forma parte de las novelas en las que aparece el detective belga Hércules Poirot, creado por la autora, aunque este solo aparece en la parte final de la novela. La obra se ha relacionado con la experiencias en el espionaje de la autora.

## Resumen de la trama
A comienzos del trimestre de verano uno de los internados femeninos más famoso y respetado de toda Inglaterra se ve envuelto en una serie de asesinatos y secuestro que hacen que su directora mantenga una frustrante relación con los padres de las alumnas debido a los sucesos que allí acontecen y la presión por descubrir al asesino. Entre las conversaciones de esos padres ella escucha como alguien es reconocido como miembro del servicio de inteligencia. Pero a esto se solapa la aparición de un asesino que cometerá un crimen dentro de la escuela.

## Personajes principales
- Hércules Poirot, detective belga.
- Inspector Kelsey, oficial.
- Honoria Bulstrode, directora de la Meadowbank School para chicas.
- Ann Shapland, secretaria de Miss Bulstrode
- Elspeth Johnson, enfermera jefe.
- Miss Chadwick, profesora experimentada en la escuela Meadowbank
- Eleanor Vansittart, Profesora
- Eileen Rich, profesora
- Grace Springer, profesora de gimnasia. Asesinada.
- Angele Blanche, profesora de francés. Asesinada
- Miss Blake, profesora
- Miss Rowan, profesora
- Princesa Shaista, princesa de oriente medio.
- Julia Upjohn, estudiante en Meadowbank y amiga Jennifer
- Mrs Upjohn, madre Julia Upjohn
- Bob Rawlinson, agente de la inteligencia británica en Ramat.
- Jennifer Sutcliffe, sobrina de Bob Rawlinson y estuidante en Meadowbank;
- Henry Sutcliffe, padre de Jennifer
- Coronel Ephraim Pikeaway,como buscador de las piedras o joyas valiosas
- John Edmundson, miembro de la oficina de exteriores.
- Derek O'Connor, igual que el anterior.
- Adam Goodman (también conocido como Ronnie), trabaja para los servicios secretos.
- Mr. Robinson, figura etérea, de importancia para los asuntos extranjeros
- Dennis Rathbone, novio Ann Shapland
- Briggs, el jardinero.

## Recepción crítica
El escritor y crítico inglés, Robert Barnard, alabó la novela y dijo que «el fondo de las niñas de la escuela está sorprendentemente bien hecho, con humor y cierta liberalidad. Algunos elementos recuerdan a Miss Pym Disposes de Josephine Tey».